# Fumo passivo (singolo)
Fumo passivo è un singolo del gruppo musicale Management realizzato insieme alla band I Giocattoli, pubblicato il 3 marzo 2020 da Giungla Dischi e distribuito da Believe.

## Descrizione
Il brano è stato scritto da Duilio Scalici de I Giocattoli e parla di un mondo postapocalittico in cui neanche l'amore è abbastanza forte per sopravvivere.
È stato prodotto artisticamente da Alessandro Forte (già produttore di Aiello e Galeffi) presso il Pepperpot Studio di Roma.
Il brano è accompagnato da un videoclip musicale in animazione realizzato da Carla Di Benedetto.

## Tracce
Download digitale
1. Fumo Passivo – 3:05 (testo: Duilio Scalici – musica: Duilio Scalici, Ernesto Mormile, Marco Di Nardo, Davide Casciolo)